# Nikolai Tarasov (cầu thủ bóng đá)
Bản mẫu:Eastern Slavic name
Nikolai Sergeyevich Tarasov (tiếng Nga: Николай Сергеевич Тарасов; sinh ngày 25 tháng 2 năm 1998) là một cầu thủ bóng đá người Nga thi đấu cho F.K. Dynamo-2 Sankt Peterburg.

## Sự nghiệp câu lạc bộ
Anh có màn ra mắt tại Giải bóng đá chuyên nghiệp quốc gia Nga cho F.K. Dynamo-2 Sankt Peterburg vào ngày 19 tháng 7 năm 2017 trong trận đấu với F.K. Torpedo Vladimir.